# Гусятин
Гуся́тин — селище в Чортківському районі Тернопільської області. Центр Гусятинської селищної громади.  Населення — 6,8 тис. осіб (2024 рік).
Розташований на автошляху Т 2002. Автошляхом Т 2011 сполучений з автошляхом М19 (E85).Фізична відстань до Тернополя — 67 км, автошляхом 79,3 км , залізницею 94 км .

## Назва
Назва зазнала змін — Всятин, Усятин, Гусятин. Походить, ймовірно, від імені чи прізвиська Ус. За іншою версією, від поширеної у цій місцевості рослини — гусятника.
Також назву пов'язують із остґотським словосполученням haus team («швидка вода»): колись Збруч, вирвавшись із хребта Товтрового міжгір'я, мав швидку течію, яку зупинила Боднарівська ГЕС у 1961 р.).

## Географія

### Рельєф
Гусятин знаходиться на Подільському плато, основу якого становить Волино-Подільська височина, що має хвилясту поверхню. Абсолютна висота над рівнем моря — 300—400 метрів. Біля Гусятина у північно-східному напрямку проходить товтровий кряж — гори Медобори — унікальна геолого-ботанічна пам'ятка природи державного значення. 

### Клімат
Клімат помірно контенентальний.

### Водойми
Містечко Гусятин розташоване на правому березі річки Збруч, яка утворює мис. На півночі селища розташовано три штучні ставки. За словами місцевих жителів, у минулому між ними діяла система перекачування води. Також існує труба, що веде до річки Збруч, але зараз вона не використовується. Ставки поступово замулюються та заростають очеретом. Вони непридатні для купання, хоча у водоймах водиться риба, зокрема карась.

## Історія

### Археологічні пам'ятки

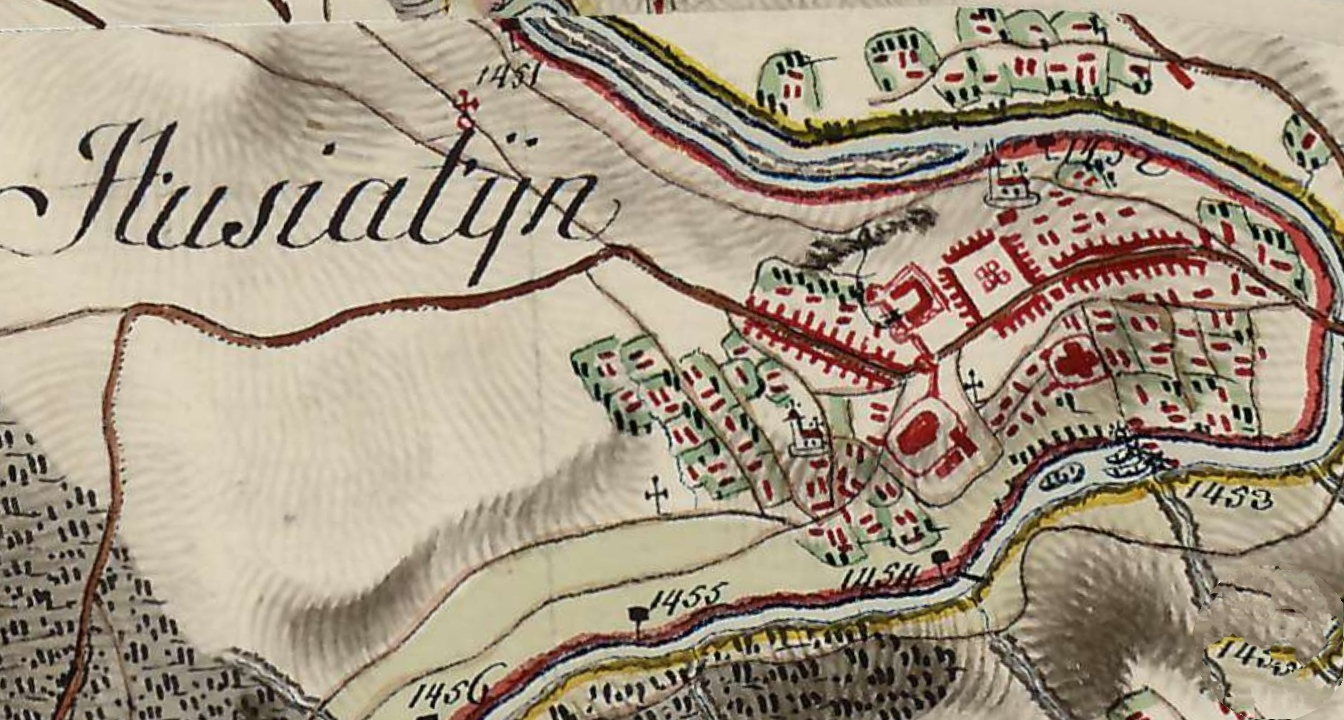
Гусятин, замок і монастир Бернардинців на мапі Фрідріха фон Міґа

Археологічна пам'ятка — урочище Фондова гора, поселення трипільської культури. Також поселення трипільської культури виявлено в урочищі Високий берег.
У травні 1963 року в пісковому кар'єрі на третій горі при видобуванні піску знайдено кістяк динотерія — великого вимерлого ссавця до 5 метрів висотою з хоботом, як у слона, і загнутими вниз бивнями у нижній щелепі. Цінну знахідку відправлено в інститут зоології Академії наук СРСР.
Біля Гусятина літом 1848 р. — Поблизу села Личківці у річці Збруч знайдений широко відомий в історії Збруцький Світовид, який має вигляд високого чотиригранного стовпа із зображенням у верхній частині чотирьох облич. Зберігається в Краківському Історичному музеї.
На полі «Могилки» були два кургани.
Поблизу селища виявлено городище давньоруської культури (XII–XIII ст.).

### Перші згадки, у складі Королівства Польського
Перша писемна згадка — 1431 р.; в історичних документах описані бої поблизу Гусятина між польськими і литовськими військами після смерті князя Великого Князівства Литовського Вітовта.
Згідно з припущеннями істориків, Гусятин після битви на річці Сині Води 1363 р. переданий із-під влади Орди до Великого князівства Литовського (колишнє Галицьке Пониззя Дністра).
Відомо, що на початку XV ст. власником Гусятина був Грицько Кердей, з 1456 року — Сигізмунд (Зигмунд) Кердей.
25 листопада 1475 р. в записці Галицького земського суду № 3865 згаданий dominis Iohan Swircz de Uszyathin (буквально — Ян Свірч з Ушятина, тобто Гусятина. ) 1530 р. — 2 лани, 2 млини.
До 1539 р. — королівщина; тодішній Гусятин, розташований по обидва боки річки Збруч, був королівським містом, але королева Бона Сфорца для заокруглення своїх володінь обміняла його на Маньківці. З 1539 р. поселення Гусятин належало шляхтичу Яну Свірчу (молодшому) (? −1564).
1559 р. король Сигізмунд II Август надав магдебурзьке право — статус міста, дозвіл проводити три ярмарки на рік: на Новий рік, Зелені свята, на св. Матвія та щотижневі торги по понеділках.
«1559 року король Зиґмунд Авґуст дозволив Іванові Сьвірчу (Świercz) з Вільхівців (z Olchowiec), село, що нині називається Всятин (Wsiathyn) в землі Кам’янецькій, перетворити на місто, надавши йому локаційний привілей на маґдебурзьке право та дозвіл на ярмарки: на Новий рік, на Зелені свята і на св. Матвія, а також щотижневі торги по понеділках».
У 1569 р. Гусятин належав опікуну Миколаю Язловецькому. Дідичем міста був також староста хмільницький Міхал Язловецький. 1574 р. перейшов у власність Марціна Калиновського — діда коронного гетьмана.
У 1594 році Северин Наливайко (батько жив у Гусятині, займався кушнірством, мав хату, землю, яку забрав Валентій Александер Калиновський, його самого було вбито, сім'я переїхала на Волинь, де старший брат Дем'ян був священиком в князя Костянтина Острозького) очолив повстання проти влади Речі Посполитої (середній брат Семен підняв повстання на Волині), прийшов під Гусятин, пограбував місто та замок В. А. Калиновського.
Згодом він служив сотником у князів Острозьких. Залишивши службу, вирушив на Запорізьку Січ, де добре оволодів військовою справою. В жовтні очолив повстання, яке поширилось на Київщину, Волинь, також Білорусь, Поділля і частково на Галичину.
В жовтні 1623 брати Калиновські в Гусятині поділили спадок батька: Адам взяв Нестерварські маєтки, Єжи — уманські, Марцін — гусятинські. Матері залишили маєтки хоростківські (жила ще у 1638 році).
У 1645 р. за сприяння власника — воєводи чернігівського та польного гетьмана Марціна Каліновського — було збудовано замок, фундовано костел і монастир Бернардинів.

### Період Визвольної війни українців
1652 р. після загибелі в битві під Батогом Марціна Калиновського-молодшого, його сина Самуеля Єжи Гусятин перейшов його внуку Марціну Адаму Калиновському.
1653 р. в Гусятині стояв табором польський король Ян ІІ Казимир, у кінці листопада перебував Богдан Хмельницький (тут об'єднався з кримським ханом). Гусятинським замком користувались кримські татари, хан перебував деякий час; звідси вирушили до Кам'янця. Вдова Самуеля Єжи Калиновського — Уршуля Бриґіда з Оссолінських — довго вважала, що він потрапив у полон; поспішаючи з викупом до Гусятина, ледве сама не потрапила до рук татар.
1655 р. Богдан Хмельницький з московським боярином В. Бутурліним взяли місто в осаду, місто здалося.

### У складі Речі Посполитої
За Андрусівським перемир'ям 1667 р. залишився під владою Речі Посполитої. 1672 р. — відійшов до Османської імперії, 1683 р. — знову до Речі Посполитої.
1672 року, скориставшись тим, що Річ Посполита була ослаблена тривалими війнами, султанська Османська імперія захопила все Поділля. Гусятин став особистою власністю намісника османського султана; Онуфріївська церква була перетворена на мечеть. 
1683 р. магнат Анджей Потоцький відвоював Гусятин в турків.
1711 р. в Гусятині був Петро I.
1729 р. Гусятин перейшов до белзького воєводи Станіслава Потоцького (помер 1732 року, син великого коронного гетьмана Фелікса Казимира Потоцького).
1735 р. новий власник (дідич) — Францішек Салезій Потоцький (небіж попереднього власника.
5 грудня 1754 р. король Август ІІІ у Варшаві, на прохання власника Антонія Міхала Потоцького — воєводи белзького (представник іншої гілки Потоцьких, брат львівського каштеляна графа Юзефа Потоцького, правнук старости генерального Стефана Потоцького) — надав місту право на проведення 2-х ярмарків.
У 1759 р. дідич Потоцький Антоній Міхал видержавив місто брест-литовському воєводі Каролю Сапєзі.
1762 р. Гусятин перейшов глинянському старості Іґнацію Потоцькому.

### В складі імперій Габсбурґів
1772 р. західна частина Гусятина опинилася під владою Австро-Угорської імперії. Було 455 дворів, 2,5 тис. мешканців. Західний Гусятин відокремлюється від східного, стає центром повіту; східний Гусятин (приєднаний до Російської імперії) — містечко Кам'янець-Подільської губернії.
1790 р. австрійську частину міста набув граф Пйотр Забільський (*? — †1824), пізніше — його син Юзеф.
1848 р. Гусятин купив граф Аґенор Голуховський зі Скали. Руїни замку і околицю він продав місцевому рабинові.

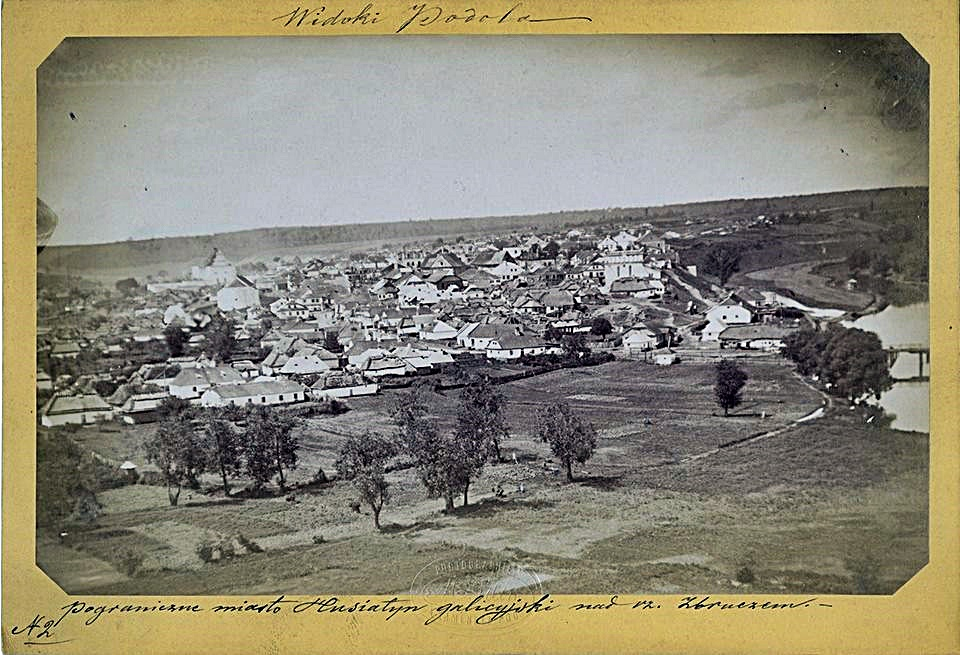
Гусятин на фотографії 1875 р.

Палац графа Адама Голуховського (1855—1914 р.) в Гусятині за містом, в «Грабнику», був зведений Юліяном Захаревичем у 1889 р. Палац мав французький стиль. В палаці знаходилась велика бібліотека і багато творів мистецтва. Навколо палацу був англійський парк. Залишились тільки дерева цього парку, палац був знищений під час Першої світової війни. Про його вигляд можна судити тільки за старими фотографіями.
В присілку Юзифівці була митниця.

Восени 1883 року почалось будівництво, 31 грудня 1884 р. була відкрита залізниця Станіслав  — Гусятин відтинку Галицької Трансверсальної залізниці  — залізничної гілки Краків  — Перемишль — Львів — Станіслав — Бучач — Гусятин. 

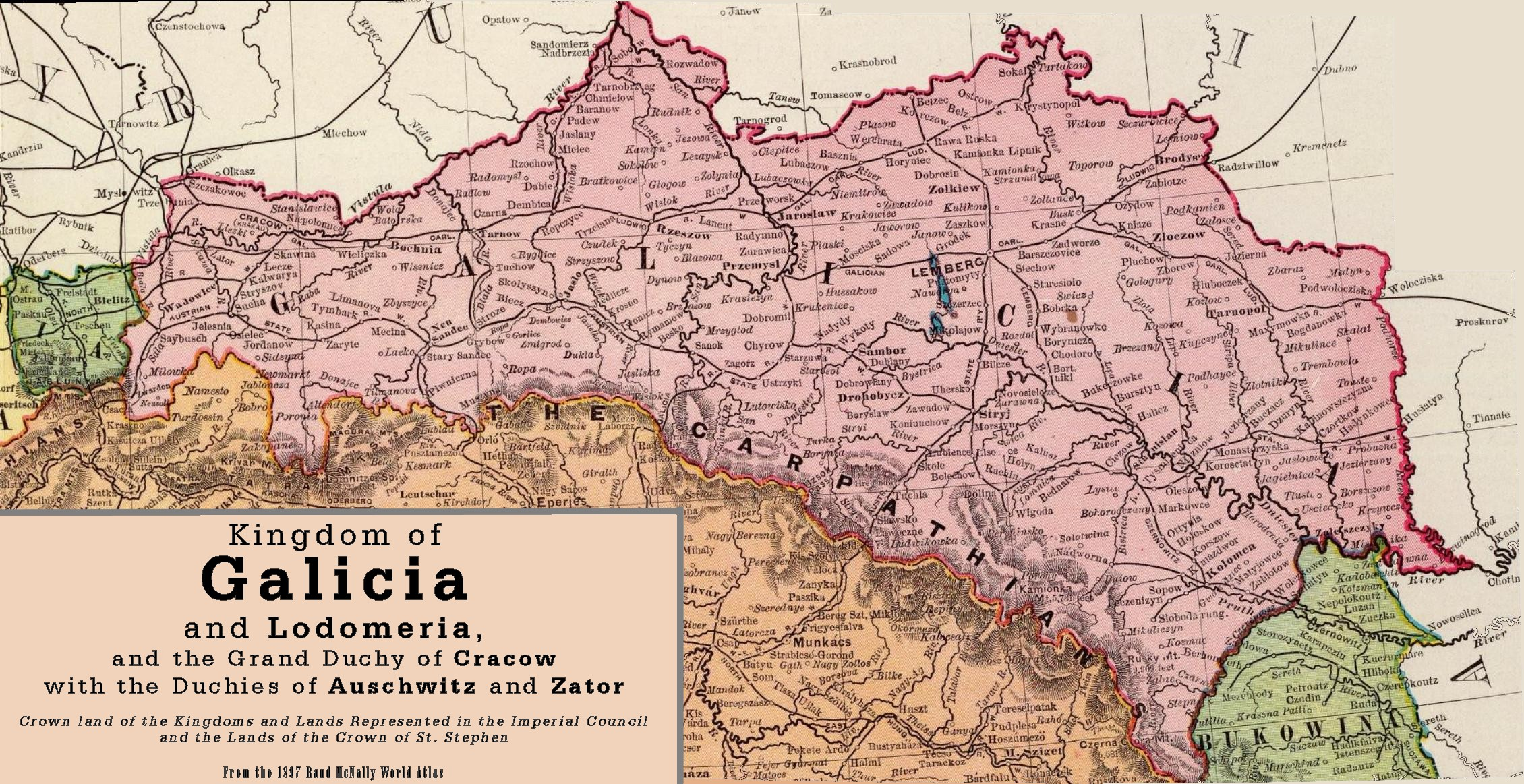
Трансверсалбан

В грудні 1898 року було засновано філію товариства «Просвіта» в Гусятині за ініціятиви священика Северина Матковського. Знаходилась на проборстві біля церкви Святого Онуфрія. Головою став начальник пошти Ярема Лопатинський. При філії діяла бібліотека.
Напередодні 1-ї світ. війни проживало близько 6 000 осіб. Діяла прикордонна митниця, працювали пивзавод і ґуральня.

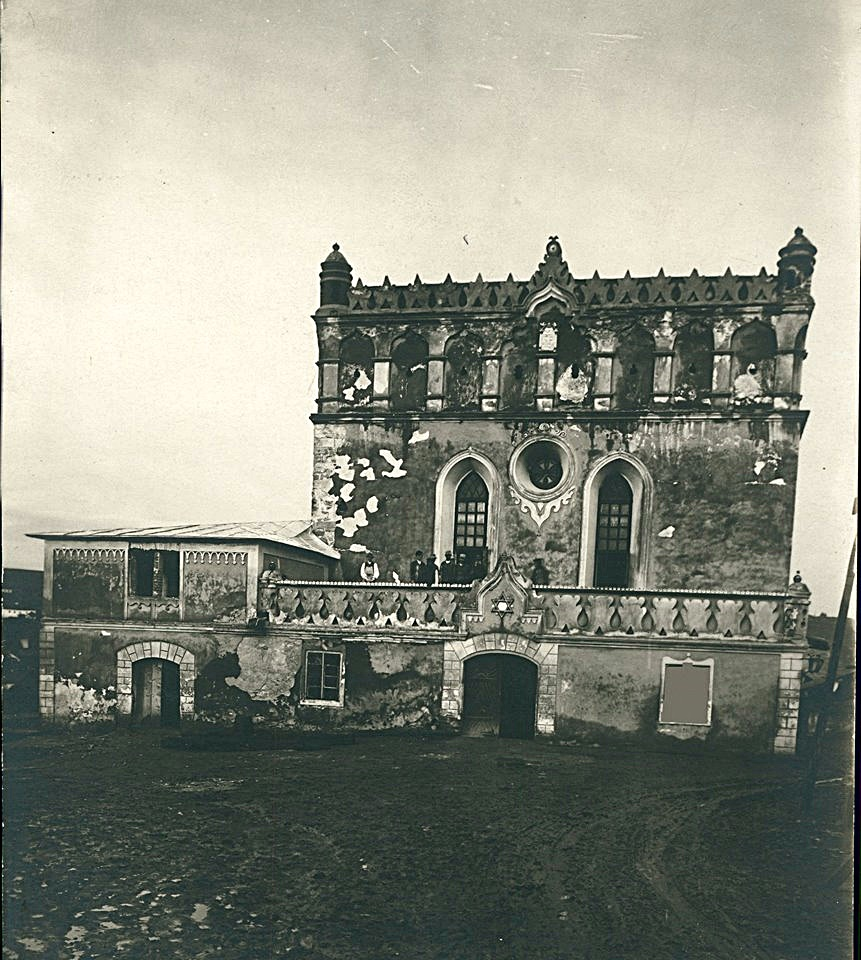
Синагога в Гусятині (1910).

### Перша світова війна
Першого серпня 1914 р. російські війська займають місто. У вересні 1917 р. — австрійські. Під час бойових дій місто було сильно зруйноване. Зокрема пам'ятки архітектури, які дві сторони використовували як укріплення. Гусятин піддавався артилерійським обстрілам, над Гусятином відбувались повітряні бої. 
Для логістичних цілей російською владою. 31 січня 1916 р. була відкрита залізнична лінія Кам'янець-Подільський  — Гусятин.

### Західноукраїнська Народна Республіка
З листопада 1918 р. у Гусятині утвердилася влада ЗУНР. До 7 листопада 1918 р. в місті та повіті було встановлено владу Української держави.
Восени 1920 р. Гусятин зайняли польські війська.

### Польська Республіка
Післявоєнний Гусятин - напівспустошений, багато будівель постраждало, Гусятинський замок, ратуша, палац утречені. Гусятин залишається зруйнованим.

### Друга світова війна
Вранці 17 вересня 1939 року червоні порушили польсько-радянський кордон. Комендатура Гусятина майже 1 годину вела бій проти нападників. У грудні 1939 стає райцентром.
Гусятин окупований гітлерівцями 7 липня 1941 року. Єврейська община була знищена . У місті діяли прихильники ОУН/УПА ,радянська та німецька влада замордовувала їх у тюрмах .
Німці утратили місто 24 березня 1944 року війська 1-го Українського фронту захопили населений пункт в ході Проскурівсько-Чернівецької наступальної операції.

### У складі СРСР
У 1958-му році хутір Кринички став житловим районом  . Місто розбудовується . Відкривається дитячий садок, школа, технікум. Працює санаторій. Будується об'їздна.

### Україна
З 1991 року в складі незалежної України. На початку незалежності Гусятин занепадає. Закривається санаторій, коледж на межі зачинення. У цей ж час розбудовується житловий район Кринички. Згодом місто починає поступово відновлюватись та розвиватись. 
15 липня 2015 року шляхом об'єднання сільських рад утворено Гусятинську селищну громаду, адміністративним центром громади стає Гусятин.
7 липня 2018 року з ініціативи бійця ДУК Правий Сектор Романа Михайлишина в Гусятині під вікнами будинку в якому виріс боєць, відбувся урочистий ритуал підняття Державного Прапора України.
16 березня 2024 року місті Гусятин відкрили Алею Пам’яті Героїв, її створили біля пам'ятника Незалежності України.

## Політика

### Парламентські вибори, 2019
На позачергових парламентських виборах 2019 року у селищі функціонували 3 окремі виборчі дільниці № 610215, 610216, 611183.
Результати
- зареєстрований 4741 виборець, явка 48,43%, найбільше голосів віддано за «Слугу народу» — 42,98%, за «Голос» — 14,35%, за «Європейську Солідарність» — 9,76%.[27] В одномандатному окрузі найбільше голосів отримав Ігор Сопель (Слуга народу) — 42,35%, за Миколу Люшняка (самовисування) — 19,28%, за Олега Вітвіцького (Голос) — 11,90%[28].

## Населення

### Мова
Рідна мова населення за даними перепису 2001 року:
| Мова            | Кількість | Відсоток |
| --------------- | --------- | -------- |
| українська      | 6386      | 98.16%   |
| російська       | 93        | 1.42%    |
| польська        | 9         | 0.14%    |
| румунська       | 7         | 0.11%    |
| вірменська      | 2         | 0.03%    |
| болгарська      | 2         | 0.03%    |
| гагаузька       | 1         | 0.02%    |
| інші/не вказали | 6         | 0.09%    |
| Усього          | 6506      | 100%     |

### Єврейська громада
Гусятин мав значну хасидську єврейську громаду з XV століття аж до нацистської окупації 1941 року. Синагога була побудована в середині XVI століття і перебудовувалась в середині XVII століття; була зруйнована під час війни, після війни радянська влада її відреставрувала і в приміщенні влаштувала Гусятинський краєзнавчий музей. Який працював до 2002 року, зараз споруда є спустошеною.

## Економіка

### Промисловість
Нині діють промислові підприємства: 
ТОВ «Весна ЛТД» (виробництво мінеральної води),
меблеві фабрики «Елегант», «ШИК Галичина», "Комфорт"
Крано-трубовиготовляючий завод фірми "Breeze"
Розвідано Новозбручанське родовище мінеральної води типу «Нафтуся», ропи.

### Транспорт
У місті діє приміський автовокзал.
Залізнична станція відправляє вантажі, які виробляються місцевими підприємствами.
З 1 вересня 2017 року відновлено курсування приміського пасажирського поїзда Тернопіль-Гусятин. Раніше сюди їздили причіпні вагони Київ — Тернопіль — Чортків — Гусятин.

## Соціальна сфера
Працюють заклади освіти, культури та соціальної сфери: ЗОШ 1-3 ступ., Гусятинський коледж ТДТУ, муз. школа, Буд. культури, Центр дит. і юнац. творчості, кінотеатр ім. Т. Шевченка, бібліотека, дошкільний заклад, друкарня, редакція районної газети «Вісник Надзбруччя», центральна районна лікарня, поліклініка, водолікарня, санаторії «Збруч» і «Медобори», краєзнавчий музей (відкритий 1979 р.).

## Громадські організації
Філія товариства «Просвіта»: утворена 1898 р., 1939 р. ліквідована радянською владою , відновила роботу 1990 р. (голова — Василь Горбоватий). 
Філія «Союзу українок» легально діяла до 1939 р., відновила роботу 1994 р. (голова Л. Будняк).

## Пам'ятки

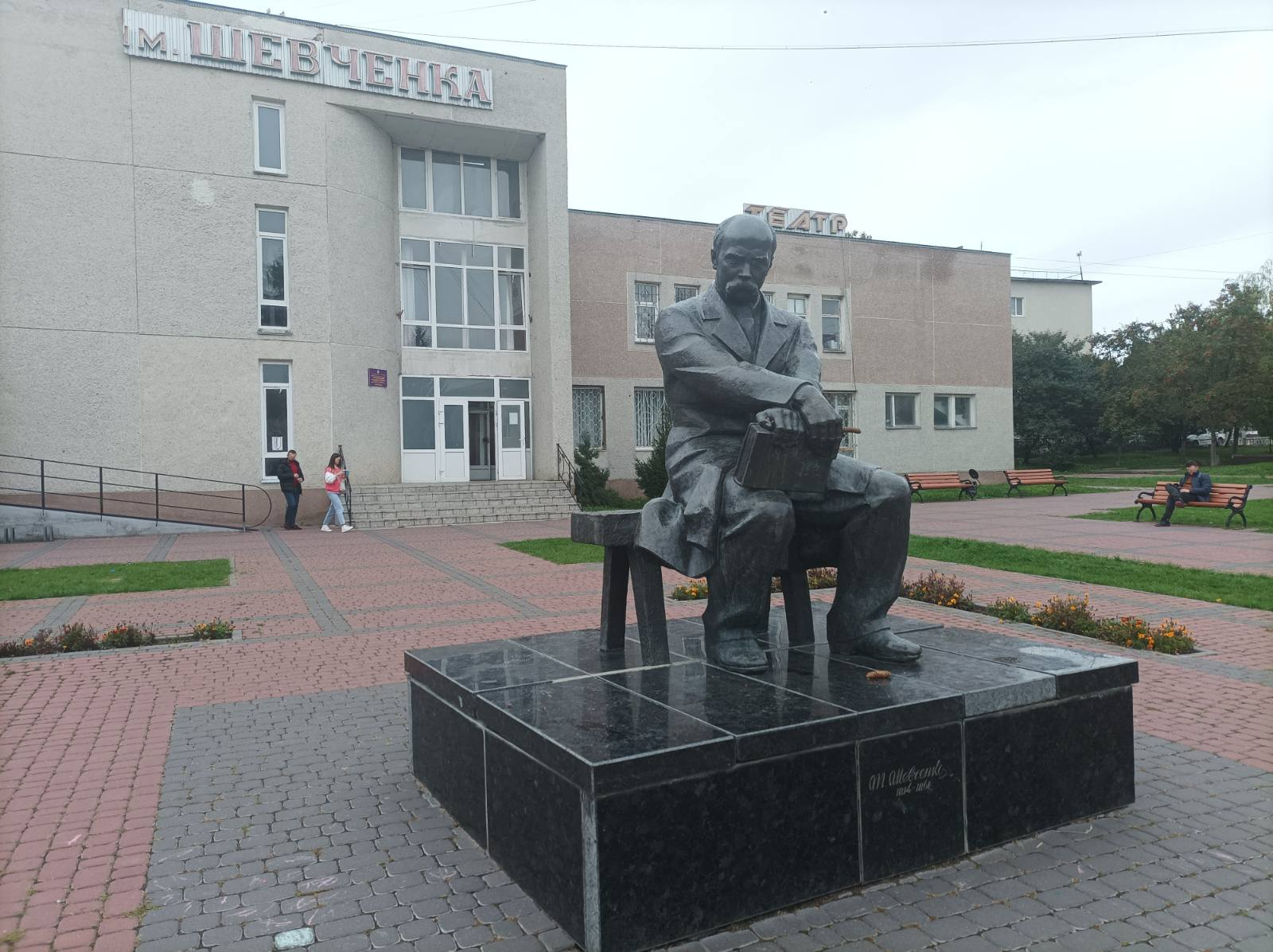
Пам'ятник Тарасові Шевченку

### Архітектури

#### Втрачені
- Ратуша.[5]
- «Замок» графа Адама Ґолуховського , до 1729-го ним володіли Калиновські (1855—1914)  був зруйнований під час першої світової війни.
- палацовий ансамбль (1889, арх. Юліан Захаревич).
- Міські укріплення
- єврейське кладовище

#### Збережені

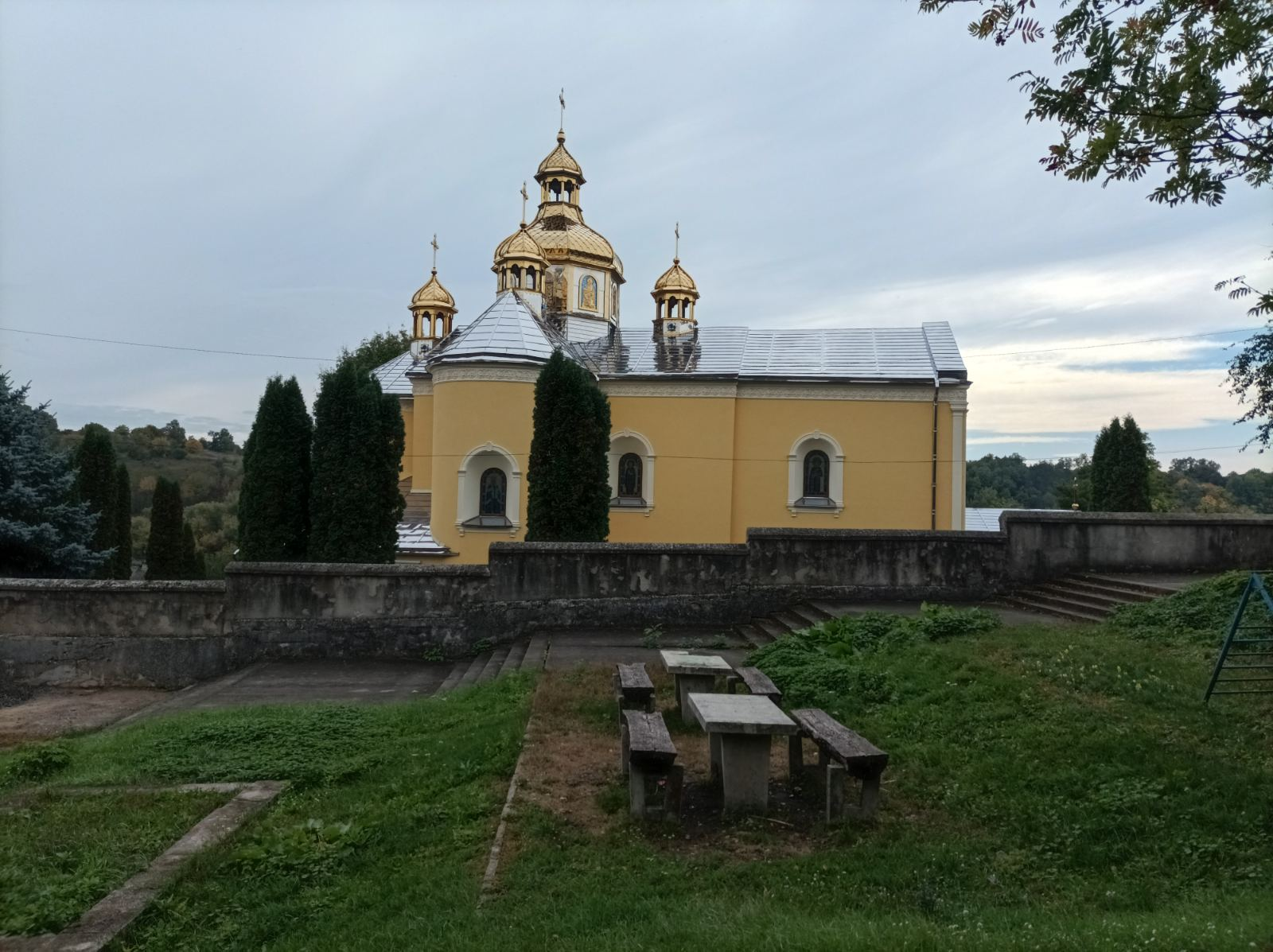
Церква святого Онуфрія

- Онуфріївська церква (II-а пол. XVI ст., мурована; XVII ст. перероблена на мечеть під час османської окупації, був мінарет, згодом  — християнський храм), довкола неї збереглися оборонні мури
- церква святителя Миколая Чудотворця (ПЦУ)
- церква Покрови Пресвятої Богородиці (УГКЦ)
- костел святого Антонія (бернардинців) з монастирськими келіями (1610 р.; мурований)
- синагога (мурована, інтер'єр перебуває в стані руїни)
- Український народний дім (поч. 20 ст.).
- Приміщення мистецької державної школи та Гусятинського коледжу Ім. Івана Пулюя
- Колишній пологовий будинок

### Природи
- Геологічна пам'ятка природи місцевого значення Гусятинське відслонення силуру.
- Гідрологічна пам'ятка природи місцевого значення Гусятинське джерело.
- Ботанічні пам'ятки природи місцевого значення Гусятинська тополя та Гусятинські вікові липи.
- Ботанічна пам'ятка природи місцевого значення Куртина вікових дубів (на південній околиці).
- Гусятин межує з національним природним парком «Подільські Товтри».
- Гусятинський грабниковий ліс . Біля санаторію

### Пам'ятники
- Северину Наливайку (1992 р., скульптор Казимир Сікорський).
- Тарасу Шевченку (1993 р., скульптор М. Обезюк Пам'ятка монументального мистецтва місцевого значення)[30][31].
- Меморіал Слави воїнам, полеглим у ІІ-й світовій війні (1985 р., скульптор, архітектор І.Комуніцький).
- Хрест жертвам Голодомору.
- Символічна могила УСС та воїнам УПА.
- Пам'ятник Незалежності України.
- Алея Пам’яті Героїв.

### Відпочинок
- Стадіон
- Парк
- Парк Незалежності України
- Парк біля пам'ятника Севирину Наливайку
- Гусятинський фонтан навпроти Гусятинської Селищної Ради
- Гусятинський ліс "Grabnik"

### Освіта
- Музична школа
- Гусятинський фаховий коледж ТНТУ ім. Івана Пулюя
- Заклад загальної середньої освіти смт Гусятин Тернопільської області
- Гусятинський центр дитячої та юнацької творчості
- Гусятинський центр культури та дозвілля

## Відомі люди

### Народилися
- Андрій Вовк (* 1967) — український журналіст.
- Євстахій Гомотюк — хорунжий УСС і Січових Стрільців Армії УНР.
- Гомотюк-Зєлик Ірина (1929—2015) — американська художниця.
- Оксана Гомотюк — український вчений у галузі історії.[32]
- Станіслав Дачинський (1892—1964) — польський актор і режисер.
- Володимир Кравець — український вчений-математик, психолог, педагог, ректор Тернопільського національного педагогічного університету ім. Володимира Гнатюка.
- Домінік Кристалович — старший десятник УГА.
- Роман Михайлишин (1988—2022) — український військовик, учасник російсько-української війни.[33]
- Северин Наливайко (?—1597) — український військовий діяч, козацький ватажок.
- Дем'ян Наливайко (пом. 1627) — український православний церковний діяч і письменник, діяч Острозького культосвітнього осередку.
- Михайло Процишин — військовослужбовець, доброволець, загинув на Чернігівщині.[34]
- Мар'ян Рехович — польський вчений, педагог, релігійний діяч.[35]
- Саліпа Ольга Ігорівна (нар. 1986) — українська письменниця, журналістка.
- Руслан Чухась — сержант ЗСУ, загинув при виконанні службового обов'язку 2017.
- Павло Шиманський  — економіст і статистик.
- Володимир Шкробот (нар. 1951) — український вчений у галузі медицини, лікар-хірург, громадський діяч.

### Проживають
- Горбоватий Василь — лікар, краєзнавець, публіцист
- Шимонович Іоанікій — український економіст, педагог

### Перебували
- Людвік Свобода — чехословацький військовий (генерал) і політичний діяч, президент ЧССР в 1968—1975.[36]
- Олександр Кошиць — керівник хорової капели Української Народної Республіки (1919), який разом з підопічними співаками евакуйовувався на захід.

### Дідичі
- кам'янецький стольник 1482 року,[37] хорунжий Адам Ярош Свірч з «Гусятина, Вільхівця, Дінаївця, Свірчківців»[38]
- Цетнер Домінік з Чертвіц підписувався як «пан нак Гусятині, Свіржі, Княгиничах».[39]

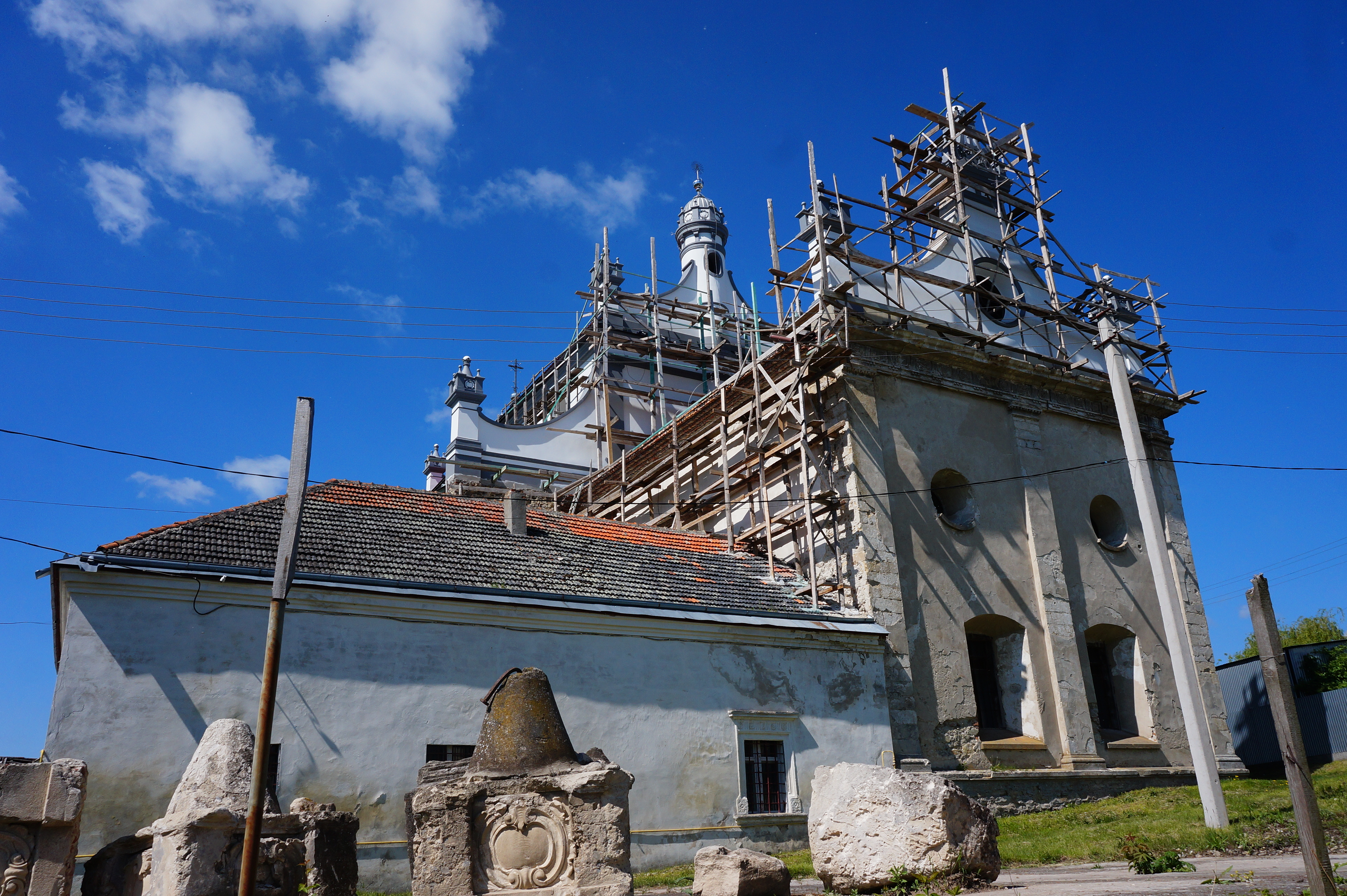
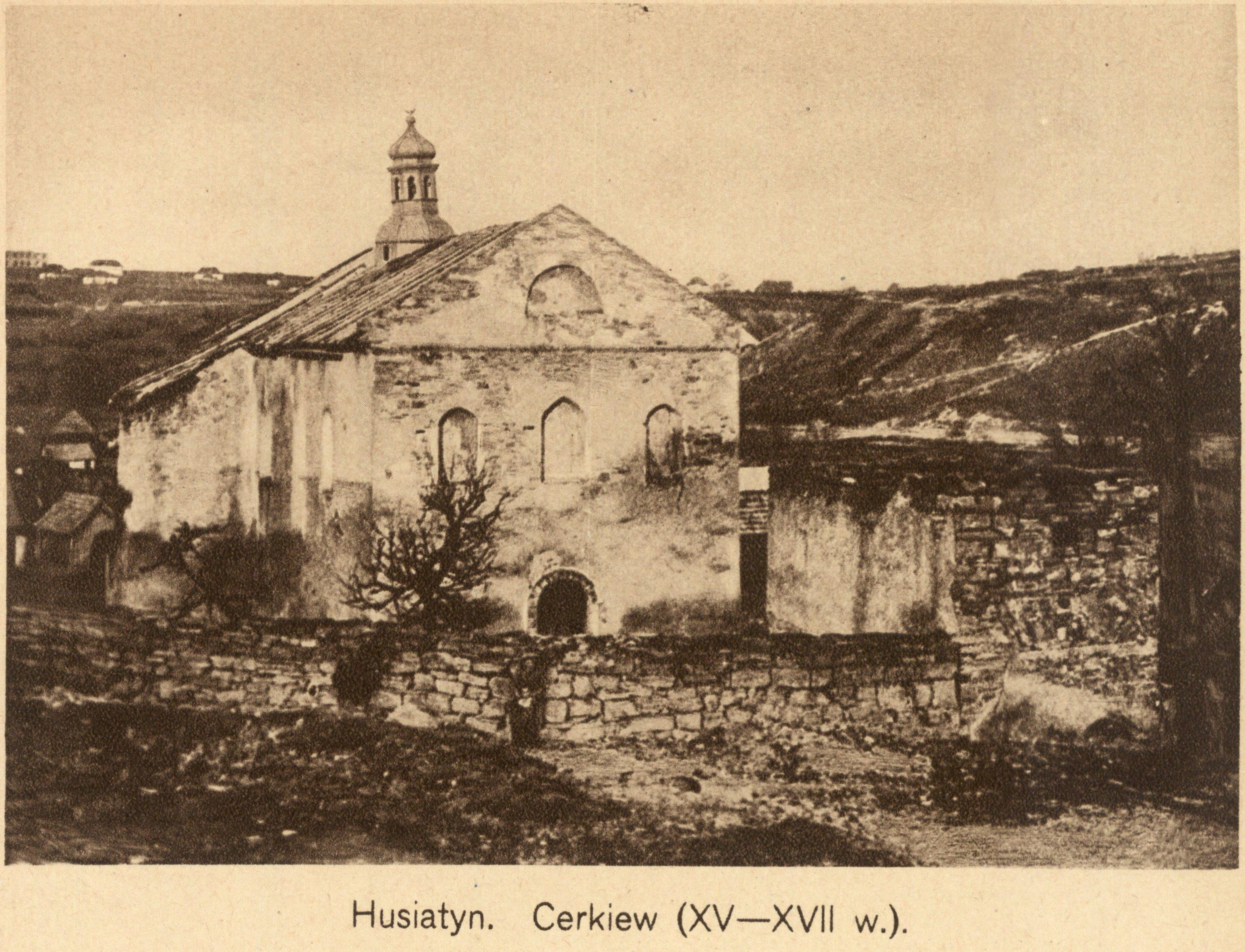
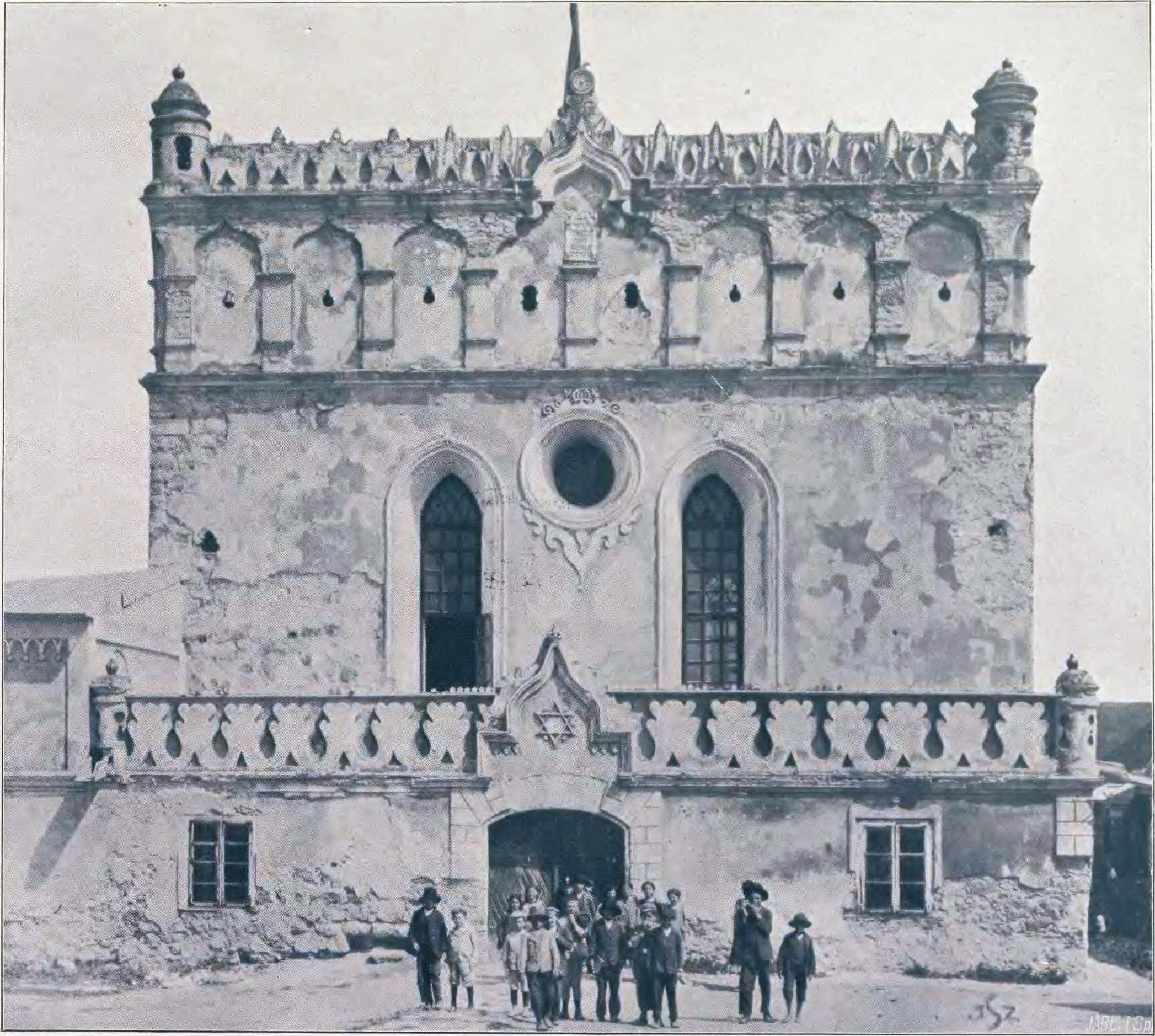
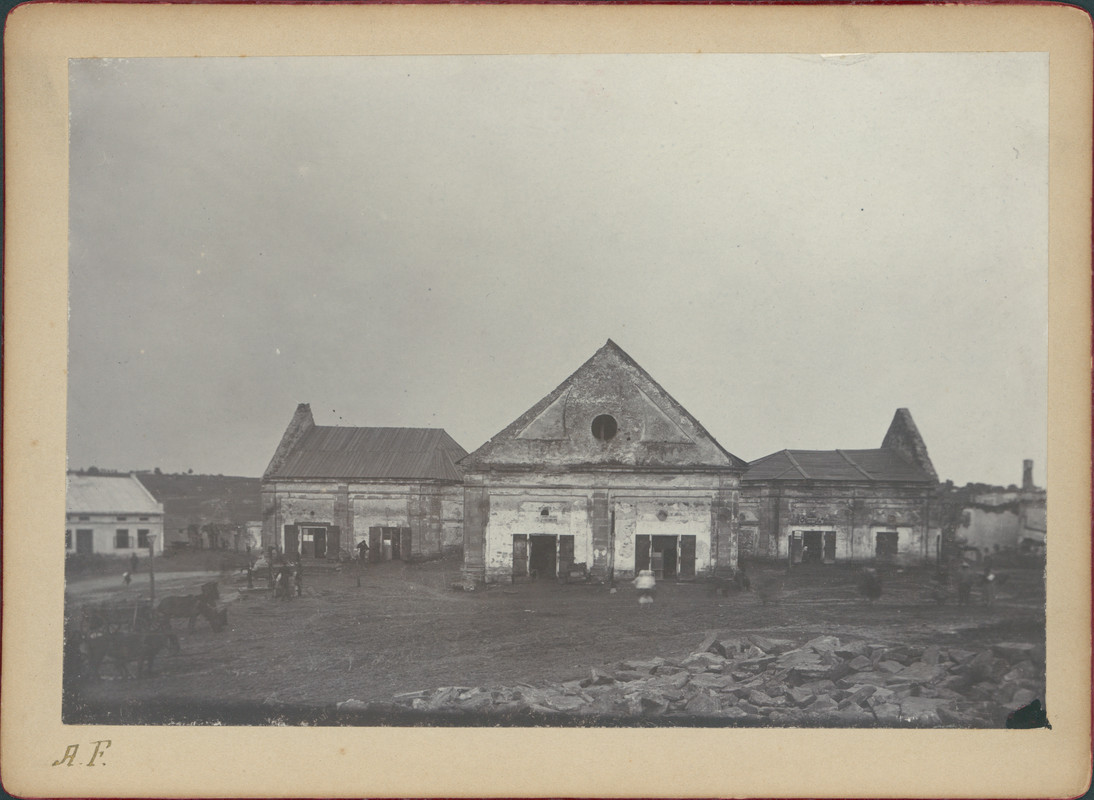